# جندل (اسم)
جندل هو اسم علم مذكر من أصل عربي، ومعناه هو الصخر العظيم، وفعله جندل صرع.

## وصلات خارجية
- موسوعة السلطان قابوس لأسماء العرب نسخة محفوظة 5 أبريل 2019 على موقع واي باك مشين.